# Rżaksa
Rżaksa (ros. Ржакса) – osiedle typu miejskiego w Rosji, w obwodzie tambowskim, ośrodek administracyjny rejonu rżaksińskiego. W 2010 liczyło 5196 mieszkańców.